# Pulmón verde
Se denomina pulmón verde a una zona rica en vegetación. A veces se aplica este término en relación con una zona urbana. En este caso el pulmón verde es una especie de oasis en medio (o al lado o cerca) del desierto (vegetal) urbano. En el otro extremo, también se emplea la expresión para referirse a los mayores bosques de la Tierra (Amazonia, etc.) en relación con el planeta. 
El término es de lenguaje figurado: la zona con abundancia de plantas (de color verde en buena parte) produce mucho oxígeno, compuesto necesario para la vida de las personas (y de muchos otros seres vivos), metabolizado por sus pulmones, pero los organismos fotosintetizadores también fabrican indirectamente mucho CO2 que en definitiva se mantendrá en delicado balance con el O2.
- Datos: Q9064691